# Musée de la Romanité de Nîmes
Le musée de la Romanité de Nîmes est un musée situé face à l'amphithéâtre romain de Nîmes, dans le département du Gard et la région Occitanie. Il a ouvert le 2 juin 2018.
Au cœur de la cité nîmoise, face aux arènes bimillénaires, ce musée archéologique présente les collections de la ville, qui s’animent grâce à 65 dispositifs multimédia (réalité augmentée, technologies audiovisuelles). Les origines de Nîmes sont évoquées par les vestiges d’un fronton monumental qui orne l’atrium central du musée. L’escalier à double révolution entraîne le visiteur à l’époque gauloise, puis au cœur de la vie quotidienne romaine, à la découverte de la ville et de ses habitants il y a près de 2 000 ans. Il traverse ensuite le Moyen Âge, jusqu’à l’époque contemporaine, pour découvrir l’influence de la romanité au fil des siècles. 
Dans l’architecture contemporaine d'Elizabeth de Portzamparc, une toge de verre plissée dont les lames de verre évoquent une mosaïque, ce lieu est à la fois musée scientifique, restaurant, jardin méditerranéen. Son toit-terrasse offre une vue à 360° sur les lieux nîmois les plus emblématiques.

## Historique du projet du musée de la Romanité
En 2006-2007, des fouilles archéologiques préventives ont lieu dans les allées Jaurès avant des travaux. Lors de ces recherches, une domus (maison romaine) et deux mosaïques nommées Achille et Penthée ont été découvertes en excellent état de conservation. Ces pièces sont qualifiées par les spécialistes de « plus belles pièces après celles de Pompéi ». Cette découverte va alors renforcer la volonté de Jean-Paul Fournier, maire de Nîmes, de créer un nouveau musée contemporain. En effet, il souhaite présenter ces œuvres d'une grande rareté ainsi que celles conservées alors dans l'ancien musée archéologique de Nîmes datant du XIXe siècle.
À la suite d'un concours d'architecture confrontant en phase finale trois architectes, Rudy Ricciotti, Elizabeth de Portzamparc et Richard Meier, les trois projets ont été exposés en mai 2012 au Carré d'art et le jury a choisi le projet d'Elizabeth de Portzamparc. 
La pierre inaugurale du musée est posée le 11 mai 2015. Le 15 décembre de la même année, des pièces archéologiques monumentales de la collection, autour desquelles le musée est construit, telles que la mosaïque de Bellérophon et des bornes milliaires, jusque-là exposées au musée archéologique du cloître des Jésuites, sont transférées au chantier du musée à l'aide de grues,. 
Le 2 mai 2016 le projet du musée remporte le prix Future Heritage Award, qui récompense la plus belle création contemporaine créant un futur héritage culturel.
Après plus de cinq années d'études et de travaux, le musée ouvre au public le 2 juin 2018 avec l'appellation « musée de France » attribuée par le ministère de la Culture. Un restaurant à ouvert ses portes au deuxième étage avec une carte créée par le chef étoilé, Franck Putelat.

### Chronologie de la construction
| Date         | Étape                                                                                        |
| ------------ | -------------------------------------------------------------------------------------------- |
| juin 2011    | Lancement du concours international d'architecture.                                          |
| octobre 2011 | Jury de concours pour l'analyse des 103 dossiers de candidature reçus et choix de 3 équipes. |
| avril 2012   | Jury de concours pour le choix du projet lauréat.                                            |
| mai 2012     | Conseil municipal exceptionnel entérinant le choix du projet lauréat.                        |
| début 2013   | Dépôt du permis de construire.                                                               |
| août 2013    | Rapport et conclusions du commissaire enquêteur à la suite de l'enquête publique.            |
| octobre 2013 | Délivrance du permis de construire.                                                          |
| 2014         | Démolitions et préparation des travaux.                                                      |
| mai 2015     | Démarrage de la construction et pose de la première pierre.                                  |
| fin 2016     | Livraison du bâtiment et installation des collections.                                       |
| juin 2018    | Ouverture au public.                                                                         |

## Le parcours permanent

### Epoque préromaine (VIIesiècleav. J.C /Iersiècleav. J.C)
Le musée de la Romanité propose de vivre une immersion dans la vie quotidienne des Romains et de découvrir une maison gauloise entièrement reconstituée. De plus, l'immersion est accentuée par la présence de plusieurs dispositifs multimédias.

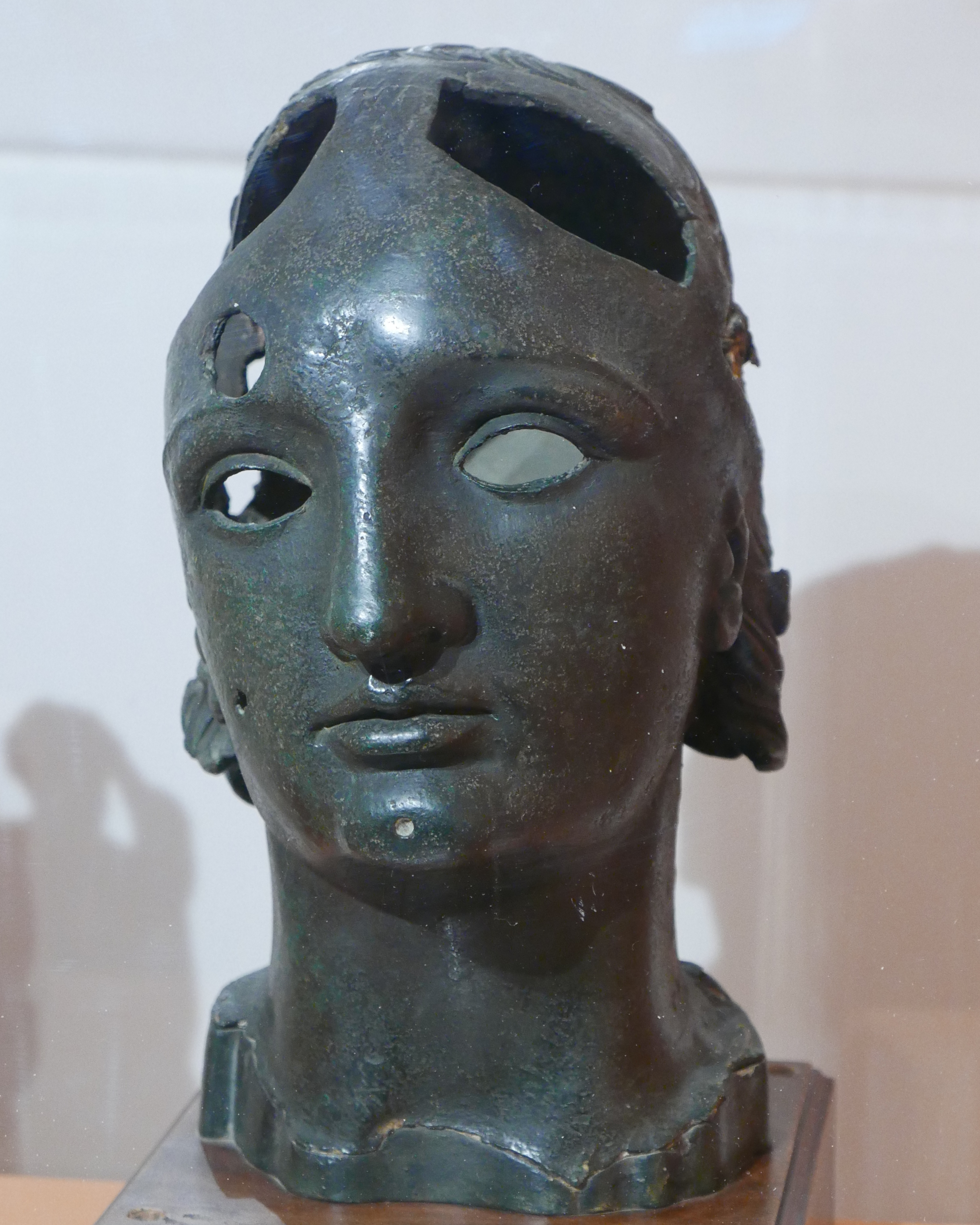
Tête d'Apollon, Ier siècle av. J.C.

### La période romaine (Iersiècleav. J.C /IIIesiècleapr. J.C)
La collection du musée présente une multitude d'objets du quotidien. Le cheminement se fait entre des découvertes sur l'urbanisme, l'habitat, les habitudes journalières mais aussi sur les décors de vie des Romains... Parmi les pièces les plus spectaculaires, la mosaïque de Penthée ou la reconstitution de la Domus Villa Roma.

### La période médiévale (XeauXVesiècleapr. J.C)
Durant la période médiévale, la ville se rétrécit et certains vestiges antiques se trouvent ensevelis ou réutilisés. Les arènes sont transformées en une enceinte fortifiée, avec en leur centre des habitations et un lieu de culte. L'église Saint-Martin est détruite en 1622, et les maisons ainsi implantées dans les arènes sont démolies entre 1786 et 1809. Du lieu de culte subsistent quelques blocs sculptés de bas-reliefs, remontant au début du XIVe siècle, mêlant des sujets d'inspiration profane ou religieuse, conservés au Musée lapidaire, puis transférés dans ce nouveau musée. Ces bas-reliefs constituent une des illustrations de cette période médiévale. Y figurent également divers objets, sculptures, marmousets, etc.

## Expositions temporaires
Depuis son ouverture en 2018, le musée de la Romanité présente, en plus de l'exposition permanente, des expositions temporaires au sein d'un espace dédié de 600 m2 :
- 2018 : 
  - « Gladiateurs, héros du Colisée » (2 juin - 23 septembre 2018)
- 2019 :
  - « Pompéi, un récit oublié » (6 avril - 20 octobre 2019)
  - « Bâtir un Empire. Une exploration virtuelle des mondes romains » (20 décembre 2019 - 8 mars 2020)
- 2021
  - « L'empereur romain, un mortel parmi les dieux »[19] (19 mai 2021 - 19 septembre 2021)
- 2024
  - « Achille et la guerre de Troie »[19] (26 avril 2024 - 5 janvier 2025)[20].

## Galerie

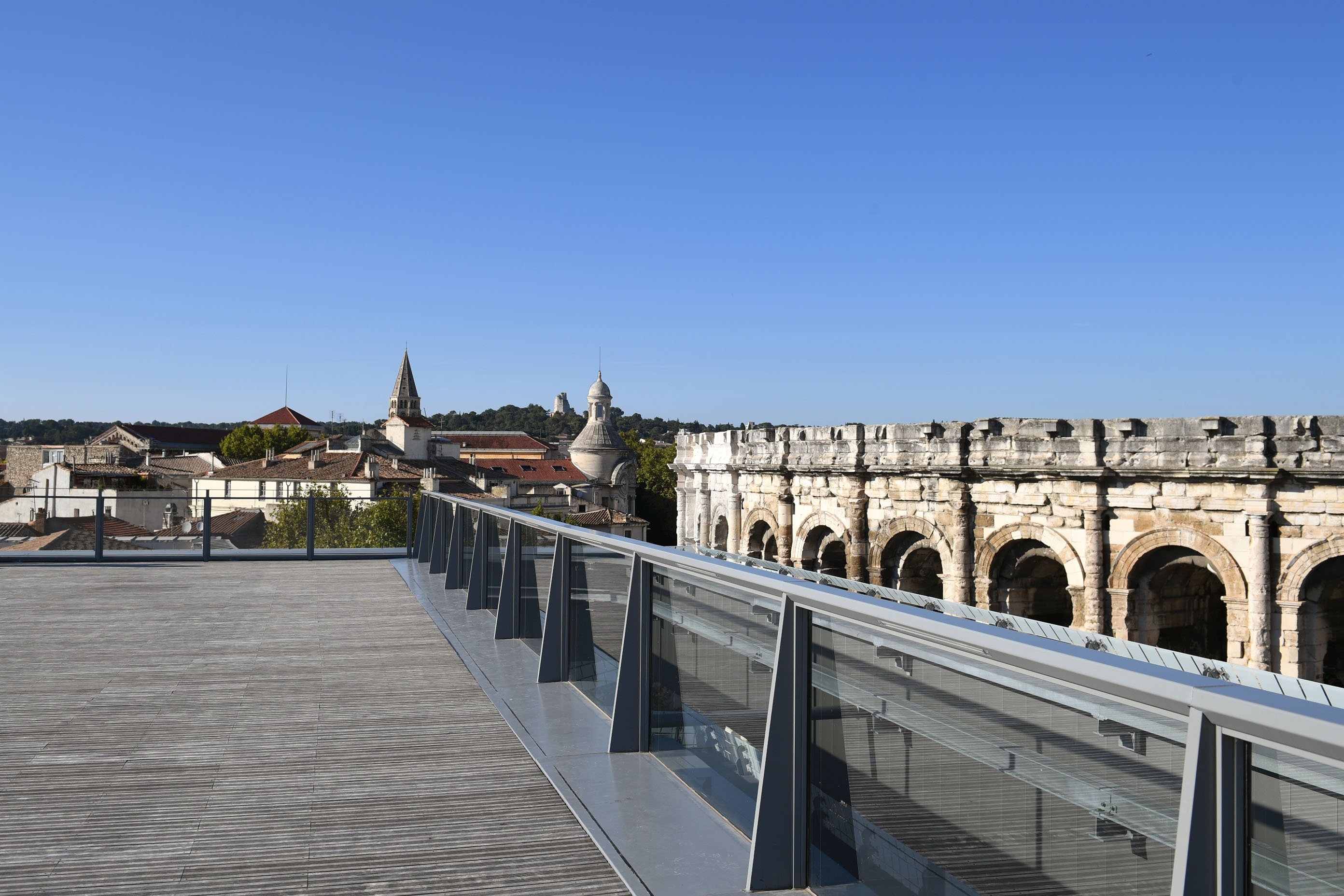
Toit-terrasse avec vue sur les arènes.

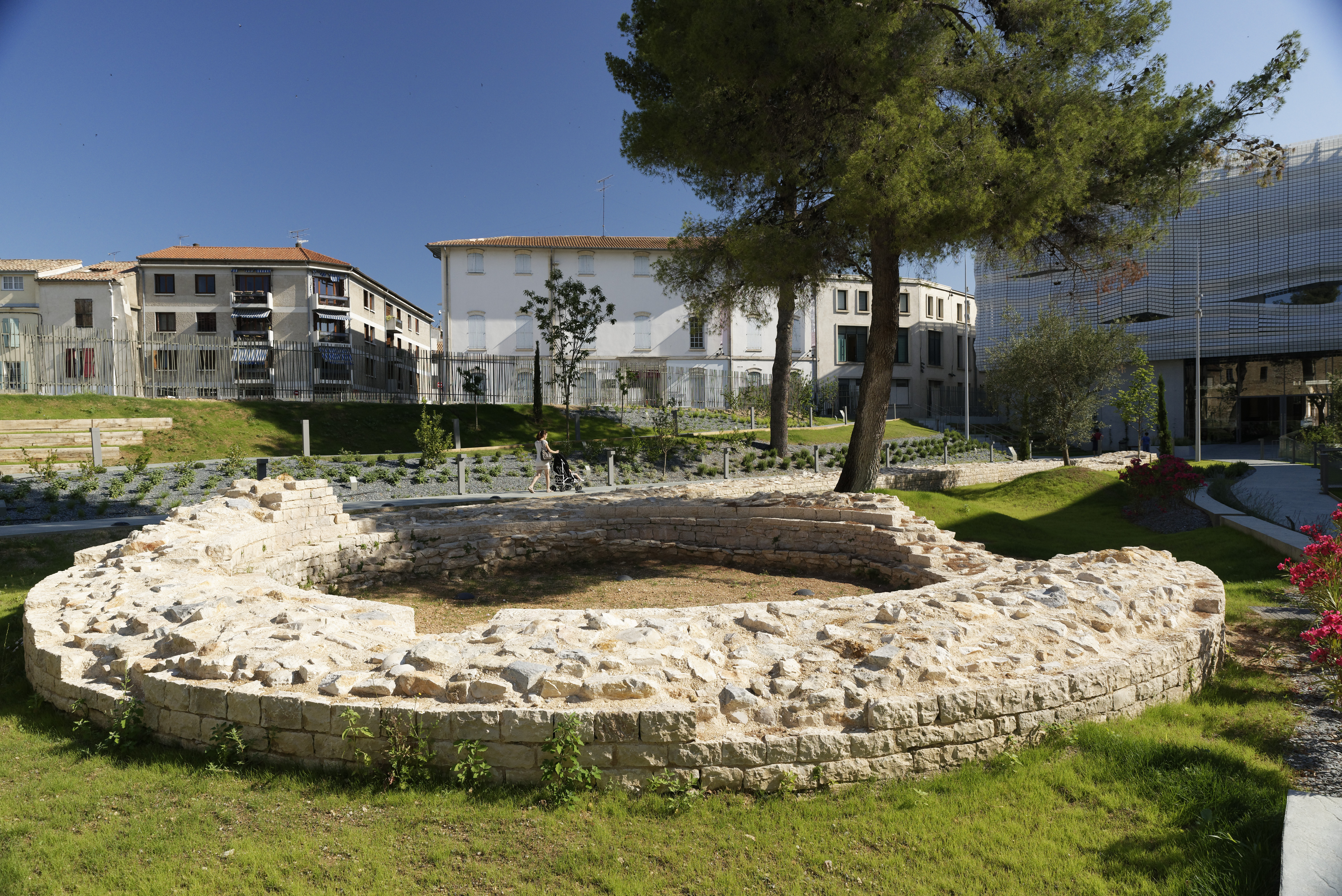
Jardin archéologique avec vestige du rempart romain. sculpture - VII / VIe s. av. J.-C.
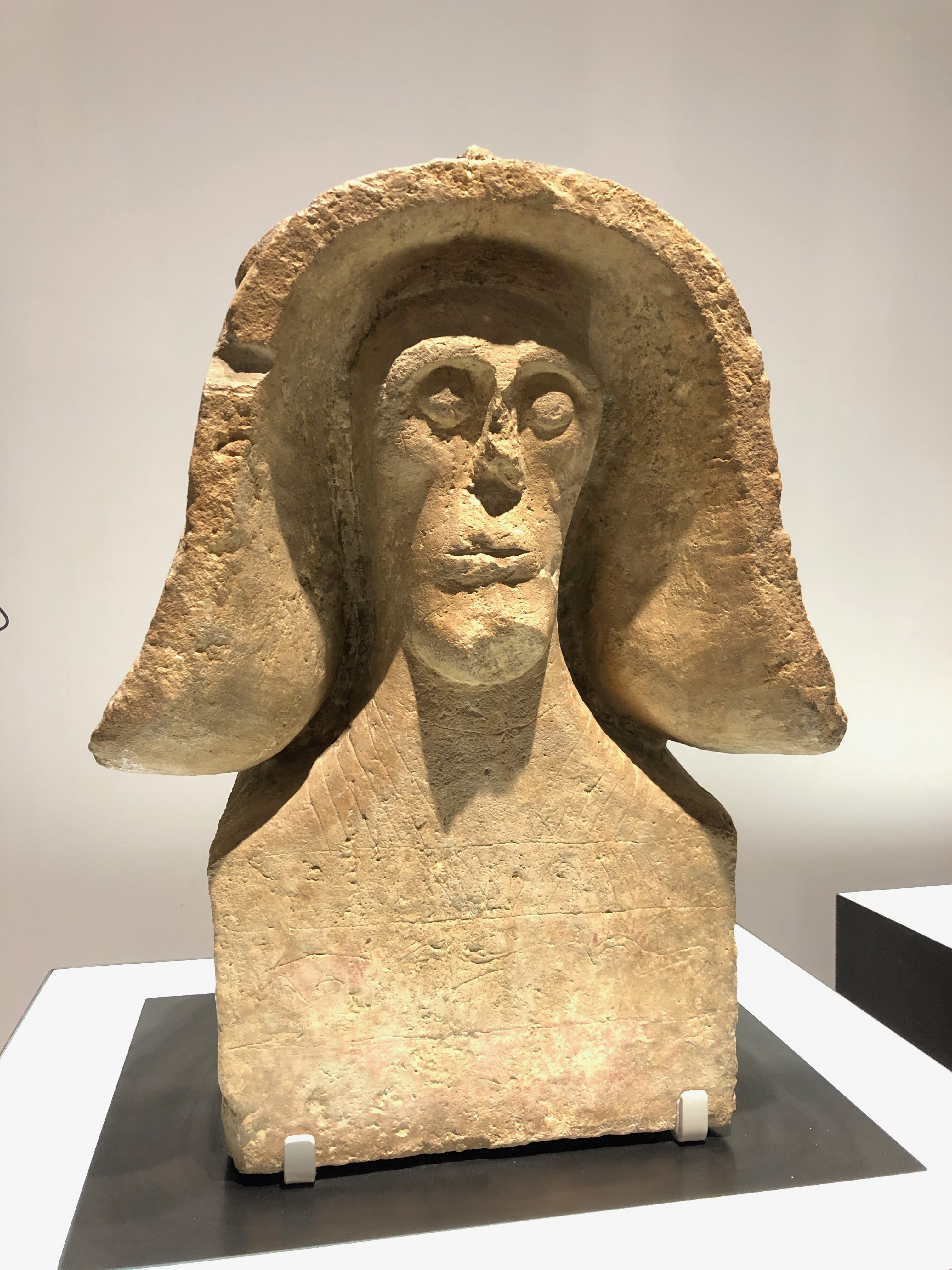
Buste de Sainte Anastasie. VII / VIe siècle av. J.-C.
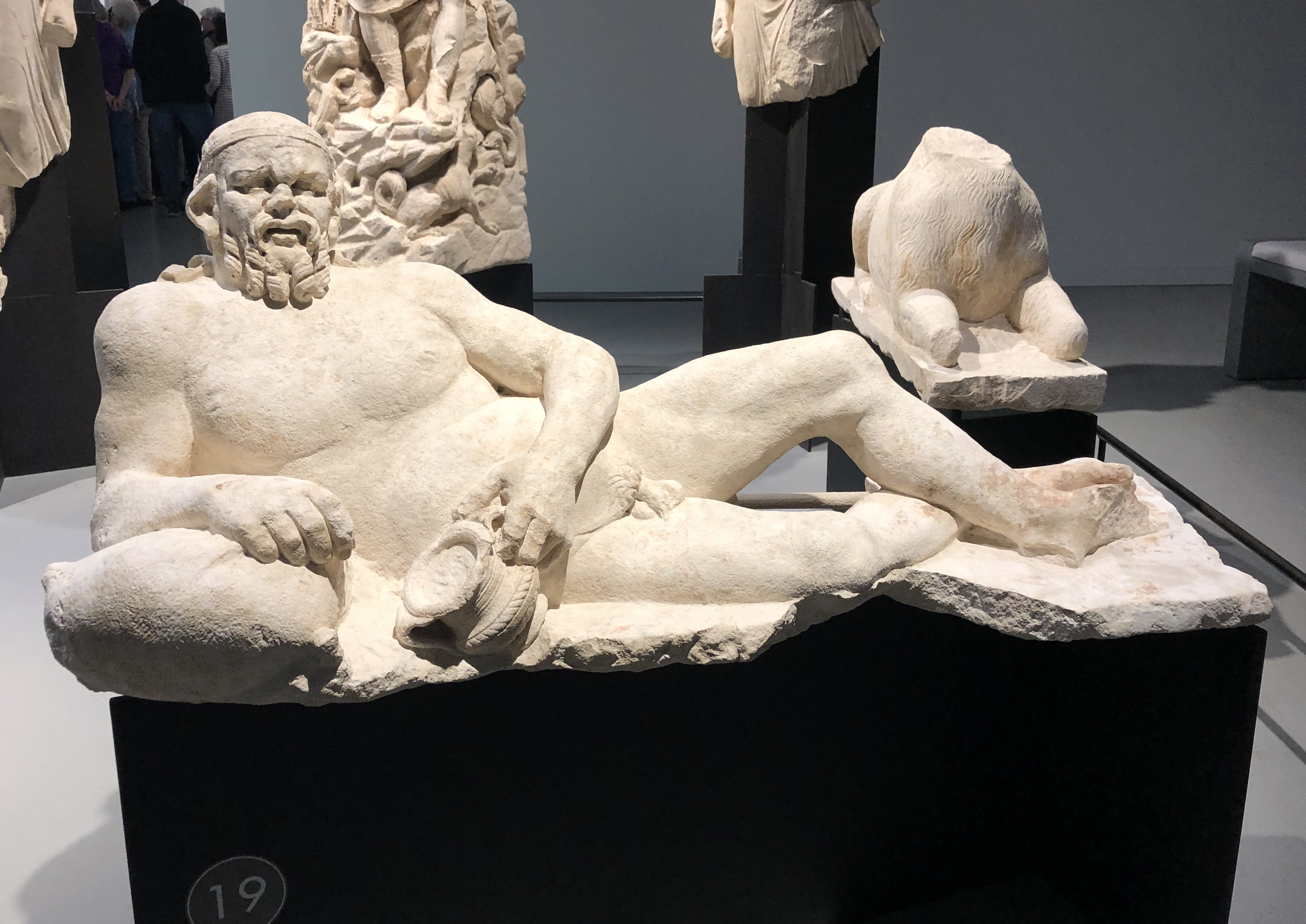
Portrait couché de Silène. calcaire - IIe siècle.
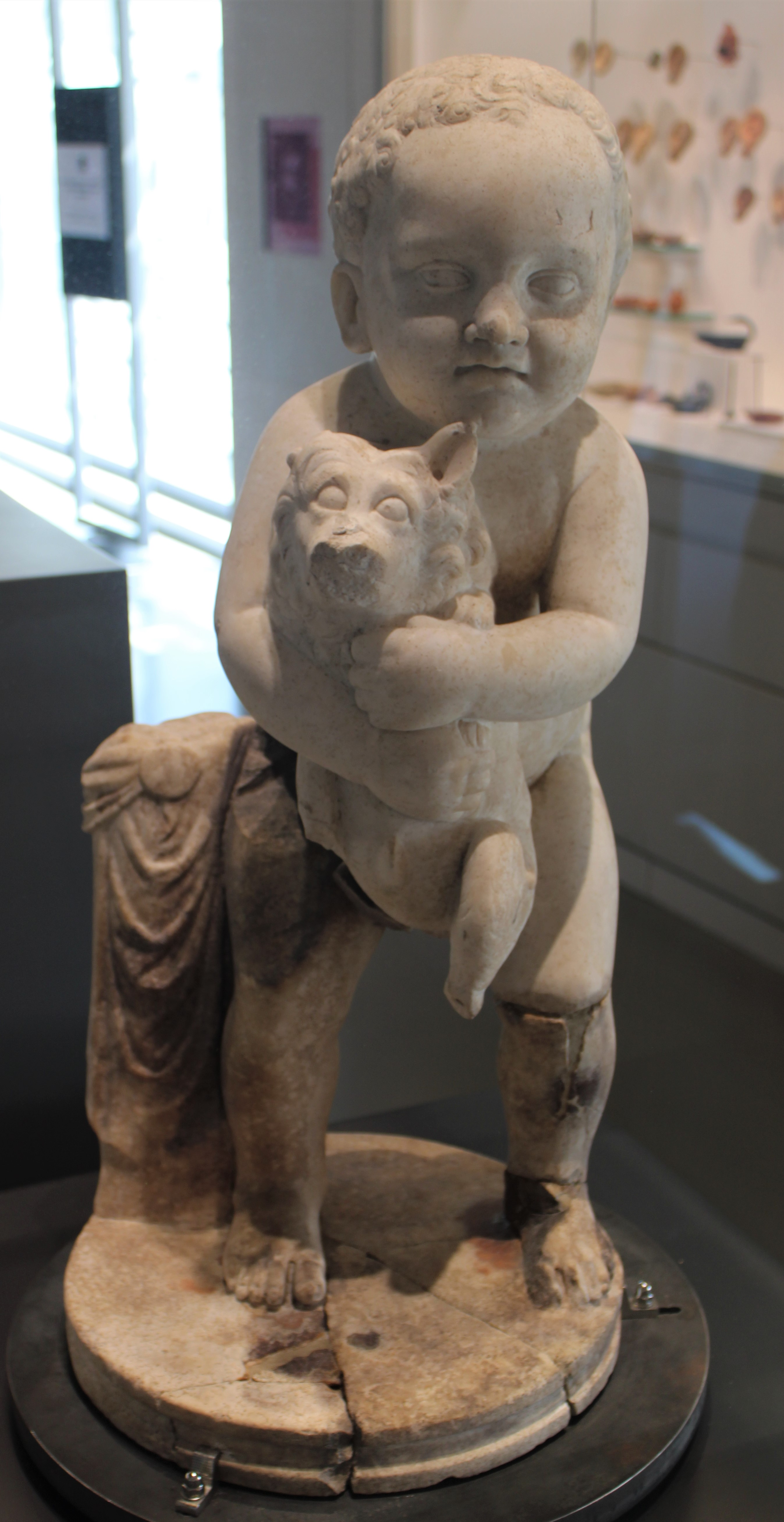
Enfant au chien, IIe siècle (à partir d'un modèle grec du IIIe siècle av. J.-C.).
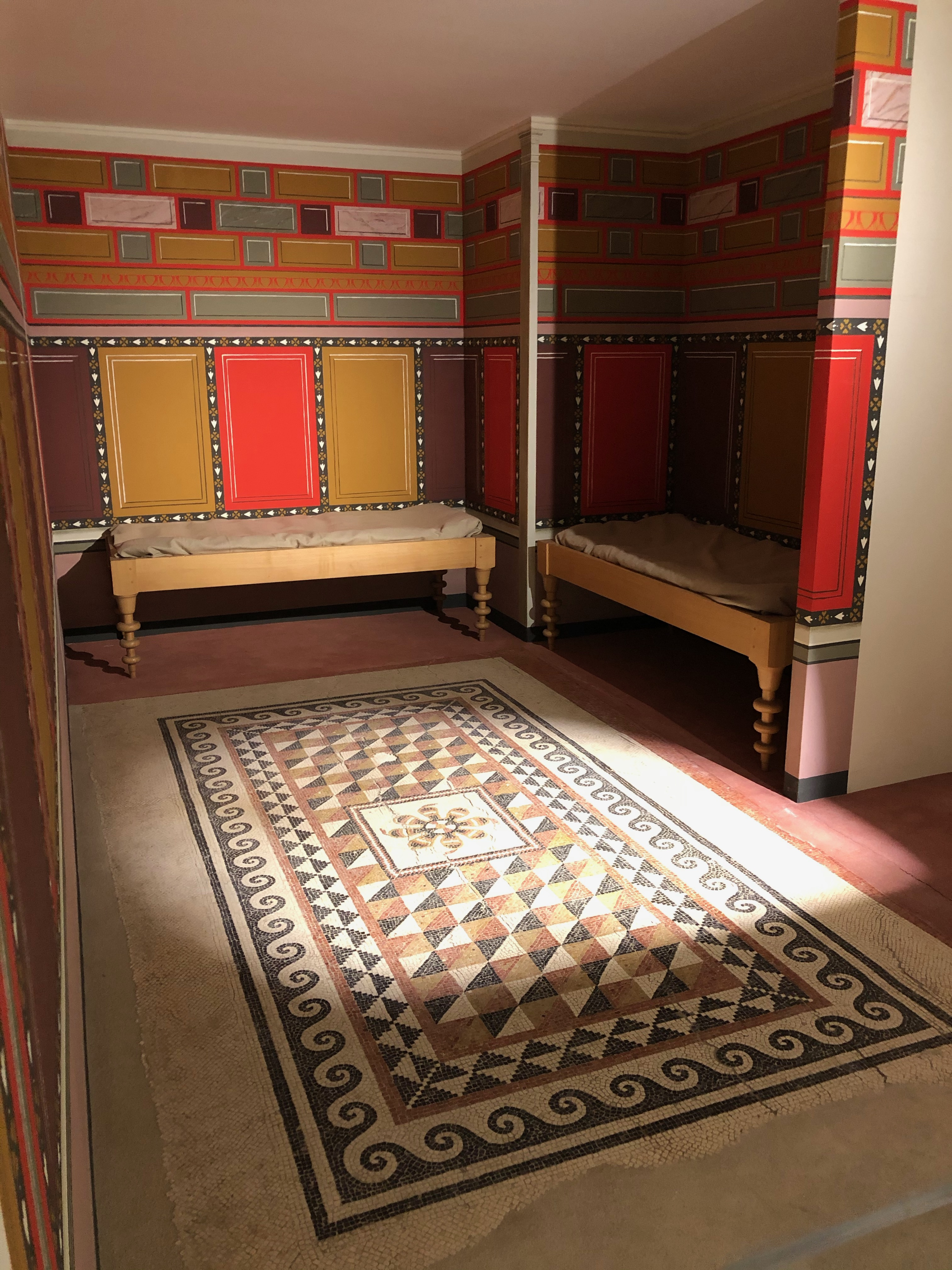
Mosaïque de Brignon. mosaïque - entre 50 et 99 av. J.-C.
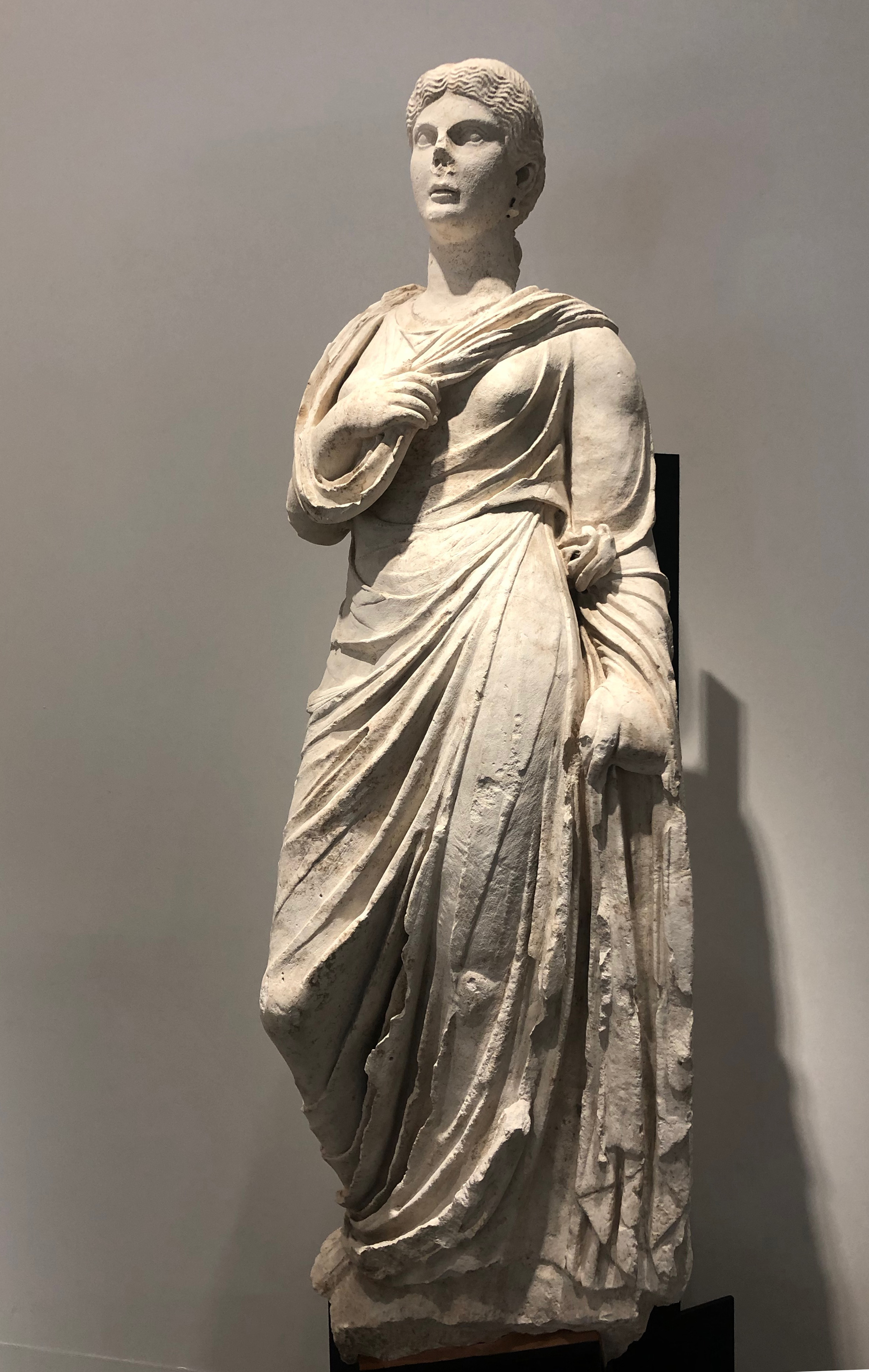
Statue de femme. sculpture - entre 1 et 50 de notre ère.
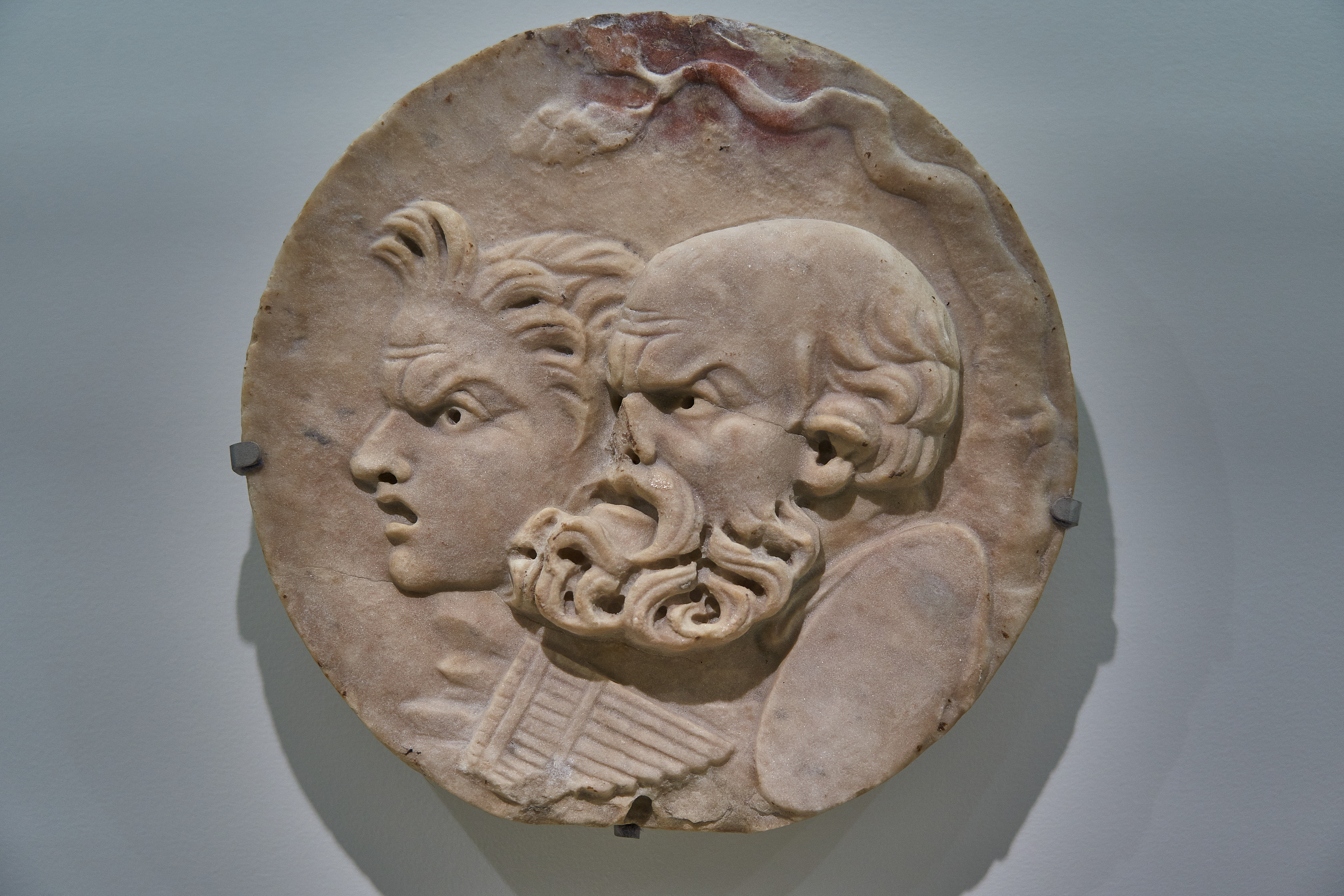
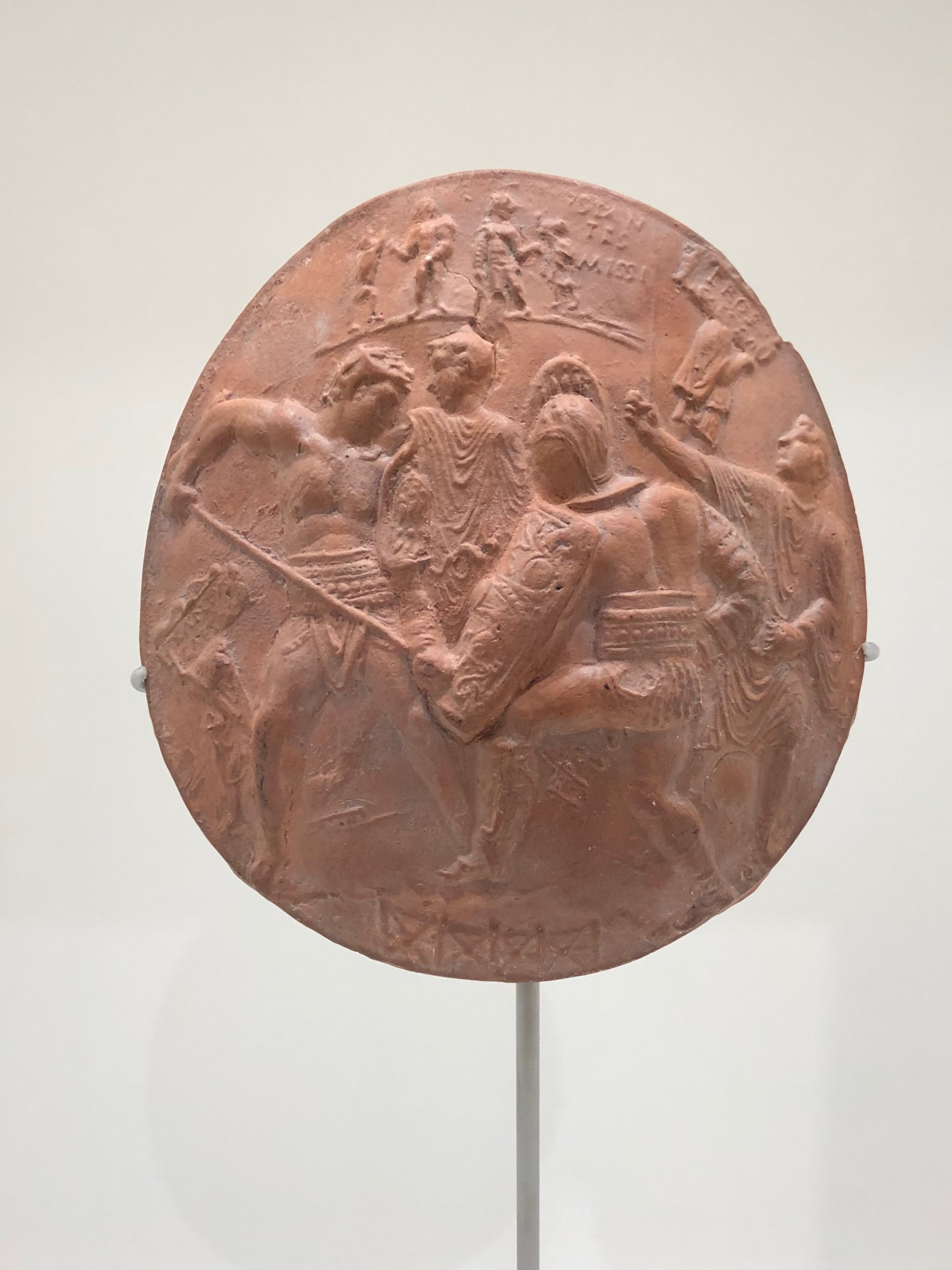
Medaillon de Cavillargues. Terre cuite. IIe siècle.
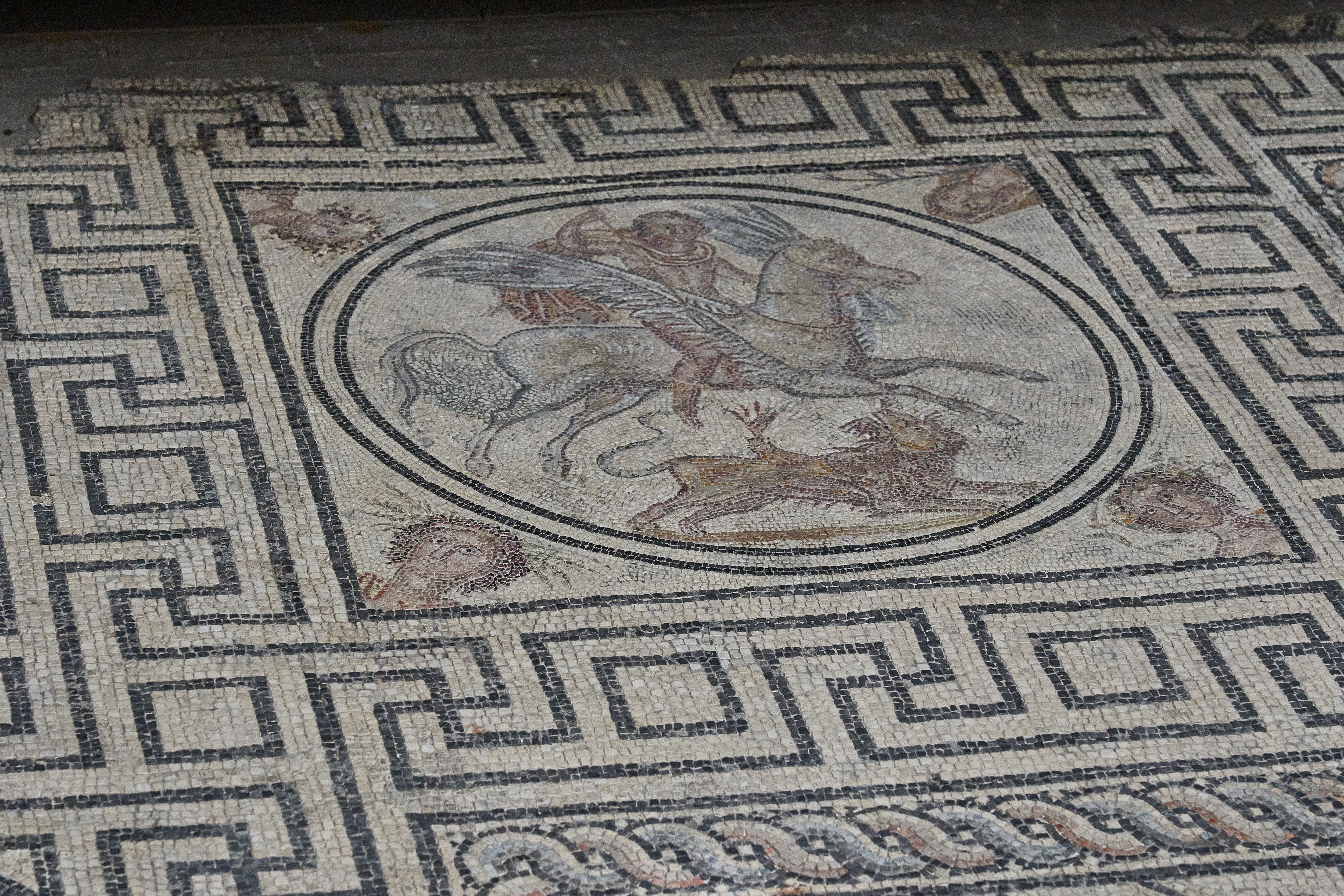
Mosaïque de Bellérophon, mosaïque romaine.